# Lagtingsvalget 2011
Lagtingsvalget 2011 blev afholdt den 29. oktober 2011. I Færøerne bestemmes valgdatoen af lagmanden, men kan ikke være senere end fire år efter forrige valg. At valget blev lagt på en lørdag, var angivelig for at bidrage til højere valgdeltagelse. Valgdeltagelsen blev  86,6 %.
Valget blev udskrevet af lagmand Kaj Leo Johannesen i en tid præget af dyb splittelse i Sjálvstýrisflokkurin, fremgang for det nye parti Framsókn på bekostning af blandt andre Tjóðveldi samt et godt folketingsvalg og gode meningsmålinger for Sambandsflokkurin. Tidspunktet blev derfor anset som gunstigt for regeringspartierne Sambandsflokkurin og Javnaðarflokkurin med støttepartier. At Edmund Joensen og Sjúrður Skaale blev valgt til Folketinget, kunne derimod blive en ulempe for regeringspartierne i lagtingsvalget. Valget gav til sidst også en fremgang for Sambandsflokkurin, Fólkaflokkurin og Framsókn på bekostning af samtlige andre partier, i første række Tjóðveldi. 
Lagtingets 33 medlemmer vælges gennem personstemmer på partilister i én valgkreds. Det er mulighed for at stemme på partilisten, men siden Færøerne blev én valgkreds i 2008, har næsten alle vælgerne valgt at stemme personligt for at sikre lokal repræsentation.

## Partier
Til valget opstillede de etablerede partier Fólkaflokkurin, Sambandsflokkurin, Javnaðarflokkurin, Sjálvstýrisflokkurin, Tjóðveldi og Miðflokkurin, foruden det nye parti Framsókn. Alle de syv opstillede partier blev repræsenteret i Lagtinget, der dermed fik flere end seks partier for første gang siden lagtingsvalget 1994.
Elin Tausen og Jógvan Philbrow forsøgte at samle det nødvendige antal underskrifter for at opstille til valget med deres egen liste. Den 14. oktober skrev Tausen og Philbrow i en pressemeddelelse, at de ikke ville stille liste alligevel, det er uvidst hvorfor de traf denne beslutning. Forfatteren Zakarias Wang ytrede ønske om at opstille en liste, hvis mål var at ligestille fæstebønder og husmænd med odelsbønder. Denne idé blev dog skrinlagt med henvisning til at ligesindede stillede som kandidater for andre partier, skønt ingen partier havde bakket Wang op, da han tidligere fremlagde sagen for Lagtinget.

## Valgresultat
| Partier                  | Partier             | Stemmer | Stemmer | Stemmer | Stemmer | Mandater | Mandater |
| Lister                   | Formænd             | #       | ± #     | %       | ± %     | #        | ±        |
| ------------------------ | ------------------- | ------- | ------- | ------- | ------- | -------- | -------- |
| A – Fólkaflokkurin       | Jørgen Niclasen     | 6 882   | +642    | 22,5    | +2,4    | 8        | +1       |
| B – Sambandsflokkurin    | Kaj Leo Johannesen  | 7 545   | +1 016  | 24,7    | +3,7    | 8        | +1       |
| C – Javnaðarflokkurin    | Aksel V. Johannesen | 5 417   | −601    | 17,7    | −1,6    | 6        | 0        |
| D – Sjálvstýrisflokkurin | Kári á Rógvi        | 1 289   | −995    | 4,2     | −3,0    | 1        | −1       |
| E – Tjóðveldi            | Høgni Hoydal        | 5 584   | −1 666  | 18,3    | −5,0    | 6        | −2       |
| F – Framsókn             | Poul Michelsen      | 1 933   | +1 933  | 6,3     | +6,3    | 2        | +2       |
| H – Miðflokkurin         | Jenis av Rana       | 1 882   | −728    | 6,2     | −2,2    | 2        | −1       |
|                          |                     | 30 532  |         | 100,0   |         | 33       |          |

### Top 10 over personlige stemmer
1. Kaj Leo Johannesen (SB) 1979
2. Annika Olsen (FF) 1344
3. Aksel V. Johannesen (JF) 1204
4. Høgni Hoydal (T) 1054
5. Jacob Vestergaard (FF) 1048
6. Bárður á Steig Nielsen (SB) 872
7. Bjørn Kalsø (SB) 704
8. Poul Michelsen (FS) 581
9. Rósa Samuelsen (SB) 480
10. Alfred Olsen (SB) 473

### Regioner og udvalgte valgsteder
Nedenstående tabel omfatter resultater for Færøernes seks regioner, samt byer og bygder med over 1.000 indbyggere. Hovedstaden består af valgstedet Tórshavn (inkl. forstæderne Hoyvík og Hvítanes), samt forstaden Argir. Regionerne Streymoy og Norðoyar er opdelt i byer (hhv. hovedstadsområdet og Klaksvík) og bygder. Valgstedet Giljanes omfatter bygderne Miðvágur med lidt over 1.000 indbyggere og Sandavágur med knap 900. Resultatet for Eysturoy er ikke medtaget, da det endnu ikke er beregnet.
| Sted          | FF stemmer | FF % | SB stemmer | SB % | JF stemmer | JF % | SF stemmer | SF % | T stemmer | T %  | FS stemmer | FS % | MF stemmer | MF % |
| ------------- | ---------- | ---- | ---------- | ---- | ---------- | ---- | ---------- | ---- | --------- | ---- | ---------- | ---- | ---------- | ---- |
| Landsresultat | 6.882      | 22,5 | 7.545      | 24,7 | 5.417      | 17,7 | 1.289      | 4,2  | 5.584     | 18,3 | 1.933      | 6,3  | 1.882      | 6,2  |
| Hovedstaden   | 1.963      | 17,5 | 2.633      | 23,5 | 1.884      | 16,8 | 405        | 3,6  | 2.534     | 22,6 | 1.178      | 10,5 | 611        | 5,5  |
| Øvr. Streymoy | 663        | 22,9 | 745        | 25,7 | 468        | 16,2 | 117        | 4,0  | 585       | 20,2 | 122        | 4,2  | 196        | 6,8  |
| Klaksvík      | 1.062      | 34,8 | 595        | 19,5 | 417        | 13,7 | 223        | 7,3  | 439       | 14,4 | 53         | 1,7  | 265        | 8,7  |
| Øvr. Norðoyar | 319        | 43,3 | 118        | 16,0 | 87         | 11,8 | 26         | 3,5  | 119       | 16,1 | 58         | 7,9  | 10         | 1,4  |
| Suðuroy       | 758        | 24,7 | 604        | 19,6 | 1.109      | 36,1 | 29         | 0,9  | 473       | 15,4 | 82         | 2,7  | 19         | 0,6  |
| Vágar         | 482        | 25,4 | 616        | 32,4 | 338        | 17,8 | 44         | 2,3  | 245       | 12,9 | 113        | 6,0  | 61         | 3,2  |
| Sandoy        | 231        | 25,4 | 75         | 8,2  | 287        | 31,5 | 12         | 1,3  | 270       | 29,6 | 18         | 2,0  | 18         | 2,0  |
| Argir         | 244        | 18,9 | 333        | 25,8 | 202        | 15,6 | 48         | 3,7  | 253       | 19,6 | 130        | 10,1 | 53         | 6,4  |
| Fuglafjørður  | 233        | 23,8 | 299        | 30,5 | 134        | 13,7 | 42         | 4,3  | 184       | 18,8 | 54         | 5,5  | 33         | 3,4  |
| Giljanes      | 288        | 24,4 | 367        | 31,1 | 221        | 18,7 | 35         | 3,0  | 161       | 13,6 | 40         | 3,4  | 69         | 5,8  |
| Tórshavn      | 1.719      | 17,3 | 2.300      | 23,1 | 1.682      | 16,9 | 357        | 3,6  | 2.281     | 22,9 | 1.048      | 10,5 | 558        | 5,6  |
| Vágur         | 241        | 28,3 | 200        | 23,4 | 186        | 21,8 | 6          | 0,7  | 195       | 22,9 | 5          | 0,6  | 20         | 2,3  |
| Vestmanna     | 187        | 23,0 | 260        | 32,0 | 104        | 12,8 | 65         | 8,0  | 143       | 17,6 | 30         | 3,7  | 24         | 3,0  |